# Gowdeyana punctifera
Gowdeyana punctifera är en tvåvingeart som först beskrevs av Malloch 1915.  Gowdeyana punctifera ingår i släktet Gowdeyana och familjen vapenflugor. Inga underarter finns listade i Catalogue of Life.